# Roeboides
Roeboides – rodzaj słodkowodnych ryb z rodziny kąsaczowatych (Characidae). 

## Występowanie
Ameryka Środkowa i Ameryka Południowa.

## Klasyfikacja
Gatunki zaliczane do tego rodzaju:
- Roeboides affinis
- Roeboides araguaito
- Roeboides biserialis
- Roeboides bouchellei
- Roeboides carti
- Roeboides dayi
- Roeboides descalvadensis
- Roeboides dientonito
- Roeboides dispar
- Roeboides guatemalensis – szklarek gwatemalski[3]
- Roeboides ilseae
- Roeboides loftini
- Roeboides margareteae
- Roeboides microlepis
- Roeboides myersii
- Roeboides numerosus
- Roeboides occidentalis
- Roeboides oligistos
- Roeboides sazimai
- Roeboides xenodon

Gatunkiem typowym jest Epicyrtus microlepis (R. microlepis).